# Кулаков, Михаил Алексеевич
Михаил Алексеевич Кулаков (8 января 1933, Москва — 15 февраля 2015, Терни, Умбрия) — советский и итальянский художник-абстракционист.

## Биография
Родился 8 января 1933 года в Москве. В течение двух лет учился в Московском государственном институте международных отношений. В 1959 году исключён с первого курса Московского городского педагогического института за выставку своих абстрактных картин, устроенную в квартире искусствоведа Ильи Цырлина.
С 1959 по 1963 год учился на постановочном факультете в Ленинградском государственном институте театра, музыки и кино им. Н. К. Черкасова. Один из учеников Николая Акимова, считается одним из художников, принадлежавшим к «школе Акимова».
Работал художником-иллюстратором в Лениздате, среди прочего иллюстрировал книги Александра Грина, Виктора Сосноры, Глеба Горбовского. Одновременно выступал как театральный художник; среди основных работ — «Баня» Владимира Маяковского в Московском театре сатиры (1967).
В 1976 году эмигрировал в Италию. Жил в Сан-Вито-ди-Нарни.
В 1984 году удостоен звания заслуженного члена Академии художеств им. Пьетро Ваннуччи, Перуджа (англ. Accademia di Belle Arti di Perugia). Мозаичное панно его работы украшает станцию римского метрополитена (Ананьина).
В 2003 году награждён золотой медалью XXVII Международной премии «Эмиграция» (XXVII Premio Internazionale «Emigratione», Pratola Peligna, Italy).
Был мастером боевого искусства тайцзицюань, опубликовал книгу о нём «Тайцзицюань. Великий предел» (итал. Tai Chi Chuan. Il grande limite; 1999).

## Работы находятся в собраниях
- Государственная Третьяковская галерея, Москва.
- Государственный Русский музей, Санкт-Петербург.
- Государственный музей изобразительных искусств им. А. С. Пушкина, Москва.
- Таганрогский художественный музей, Таганрог.
- Государственный центр современного искусства, Москва.
- Музей актуального искусства ART4.RU, Москва.
- Музей Джейн Вурхис Зиммерли, коллекция Нортона и Нэнси Додж, Рутгерский университет, Нью-Брансуик, Нью-Джерси, США.
- Колодзей Арт Фаундэйшн, Хайланд Парк, Нью-Джерси, США.
- Galleria Comunale di Arte Moderna e Contemporanea (Городской музей), Рим.
- Museo d’Arte delle Generazioni Italiane del Novecento G. Bargellini (Музей Итальянских поколений XX века), Pieve di Cento, Болонья, Италия.
- Museo Stauros d’Arte Sacra Contemporanea (Музей современного священного искусства), San Gabriele, Teramo, Италия.
- Museo Accademia delle Belle Arti P.Vannucci (Музей академии художеств им. Пьетро Ваннуччи), Перуджа, Италия.
- Metropolitana di Roma, Stazione Anagnina (мозаика в метро), Рим.
- Banca d’Italia (Центральный банк Италии), Roma.
- Cartiere Miliani, Fabriano , Италия.
- Amministrazione provinciale dell’Aquila (собрание административного округа Л’Аквила), L’Aquila, Италия.
- Amministrazione provinciale di Perugia (собрание административного округа Перуджии) , Перуджа, Италия.
- Ministero Beni Culturali (министерство культуры), Рим.
- Galleria Nazionale di Arte Moderna, Рим.

## Персональные выставки
- 2008 — «Потоп млечных путей» (Живопись. Графика. 1960—2007). Государственная Третьяковская галерея, Москва.
- 2007 — «Путь героя». Галерея «Альбом», Санкт-Петербург.
- 2005 — «Навстречу осени». Galleria l’Indicatore, Рим.
- 2003 — «Сокрытие неба». Galleria Giulia, Рим.
- 2003 — «Генезис». Centro espositivo Rocca Paolina, Перуджа.
- 2003 — «Корни и Глобализация» (в честь Михаила Кулакова). Palazzo Santoro Colella, Пратола Пелинья.
- 1993 — Государственный музей изобразительных искусств им. А. С. Пушкина, Москва
- 1993 — Российский этнографический музей, Санкт-Петербург.
- 1993 — Palazzo Ruspoli, Рим.
- 1991 — «Духовность в творчестве М. Кулакова». Музей им. Ф. М. Достоевского, Ленинград.
- 1991 — «Космос, Бог и художник». Юрьевский монастырь, Новгород.
- 1991 — Архитектурный комплекс «San Michele a Ripa», Рим.
- 1990 — Центральный выставочный зал «Манеж», Ленинград.
- 1990 — Арсенал, Рига, Латвия.
- 1989 — Выставочная галерея Советского фонда культуры, Москва.
- 1977 — Galleria Trifalco, Рим.
- 1977 — International Institute, Миннеаполис.
- 1977 — Banach Gallery, Нью-Йорк, США.

## Цитаты
- «Творчество Михаила Кулакова воздействует на меня прежде всего тем, что оно творит свободу. Различная фактура, красочные материалы, гипс, металл, дерево, непривычные сочетания цветов как вспышки зарниц… попытки выйти за пределы одной плоскости картины, изображения, острый расчет на естественно меняющиеся точки зрения зрителя, включение в живопись движения руки, жеста художника и само произведение как поступок, как послание, как нечто существующее в процессе — то быстром, то медленном… Все это элементы свободы, которую он предоставляет и самим краскам, стекающим и образующим множество сочетаний по своей воле.» — Д. С. Лихачёв, 1989